# Рош-Пина (аэропорт)
Рош-Пина — небольшой аэропорт в Израиле. Расположен поблизости от одноимённого населённого пункта, в 16 км от Цфата и в 30 км от Кирьят-Шмоны. Иногда его называют аэропортом Маханаим.

## Авиакомпании и направления
Ayit Aviation and Tourism выполняла рейсы в тель-авивский аэропорт Сде-Дов. В связи с закрытием аэропорта Сде-Дов 1 июля 2019, на сегодняшний день аэропорт Рош Пинна выполняет регулярный рейс в аэропорт Хайфа

## Статистика
| Год                                 | Всего пассажиров внутренних линий | Всего операций (внутренние линии) |
| ----------------------------------- | --------------------------------- | --------------------------------- |
| 1999                                | 168,915                           | 21,647                            |
| 2000                                | 123,595                           | 18,137                            |
| 2001                                | 127,123                           | 19,593                            |
| 2002                                | 108,016                           | 17,926                            |
| 2003                                | 80,277                            | 15,706                            |
| 2004                                | 54,764                            | 14,995                            |
| 2005                                | 45,306                            | 13,149                            |
| 2006                                | 16,110                            | 11,592                            |
| 2007                                | 16,790                            | 11,017                            |
| 2008                                | 19,766                            | 9,703                             |
| 2009                                | 19,050                            | 7,614                             |
| 2010                                | 23,067                            | 10,275                            |
| 2011                                | 15,782                            | 9,273                             |
| 2012                                | 15,224                            | 9,491                             |
| Источник: Israel Airports Authority |                                   |                                   |